# Kompartmentsyndrom
Kompartmentsyndrom är ett tillstånd med ökat tryck i ett av kroppens muskelfack (kompartment) vilket resulterar i otillräckligt blodflöde till vävnaden. Det finns två huvudsakliga typer: akut och kronisk. Oftast drabbas ben eller armar.
Symptom på akut kompartmentsyndrom innefattar svår smärta, svag puls i extremiteten, minskad rörelseförmåga, domningar, och blek färg av drabbade extremiteten. Kompartmentsyndrom uppstår oftast efter fysiskt trauma såsom benbrott eller krosskada. Det kan även tillkomma då blodflödet återupptas efter en period med dåligt blodflöde. Diagnosen ställs i allmänhet baserat på personens symptom. Behandling sker med kirurgi för att öppna muskelfacket och bör utföras så fort som möjligt. Om tillståndet inte behandlas inom sex timmar finns risk för permanenta muskel- eller nervskador.
Kroniskt kompartmentsyndrom innebär i allmänhet smärta vid motion. Andra symptom kan inkludera domningar. Symptomen avtar vanligtvis vid vila. Vanliga aktiviteter som kan utlösa besvär är löpning och cykling. Kroniskt kompartmentsyndrom resulterar normalt sett inte i permanenta skador. Andra tillstånd som kan ha liknande symptombild är stressfrakturer och tendinit (seninflammation). Behandling vid kroniskt kompartmentsyndrom är bland annat fysioterapi, och i fall det inte räcker kan kirurgi vara på sin plats.
Akut kompartmentsyndrom förekommer hos cirka 3% av personer som har en fraktur mitt på något av benen i underarmen. Förekomsten i andra områden av kroppen för kroniskt kompartmentsyndrom är okända. Tillståndet förekommer oftare hos personer under 35 år och hos män. Kompartmentsyndrom beskrevs första för gången 1881 av Richard von Volkmann. Obehandlat akut kompartmentsyndrom kan leda till en så kallad Volkmannkontraktur.